# Marie Dumesnil
Marie Françoise Dumesnil (Marie-Françoise Marchand, 2 de enero de 1713-20 de febrero de 1803), fue una actriz de teatro francesa.

## Biografía
Nació en París, hija de un noble pobre, y comenzó su carrera escénica en las provincias, de donde fue convocada en 1737 para hacer su debut en la Comédie-Française como Clytemnestre en Iphigénie en Aulide de Jean Racine. Al poco tiempo empezó a realizar papeles protagónicos, interpretando a Cleopatra, Fredra, Atalía y a Hermione (papeles trágicos creados por dramaturgos franceses contemporáneos) con gran popularidad. Cuando creó la obra Merope (1743), Voltaire afirmó que la actriz mantuvo a la audiencia llorando por tres actos sucesivos tras su destacada interpretación.
Se retiró del escenario en 1776, pero vivió hasta 1803. Su rival, Hipólita Clairon, al referirse en malos términos a Dumesnil, autorizó la publicación de su libro de memorias titulado Mémoire de Marie Françoise Dumesnil, réponse aux mémoires d'Hippolyte Clairon (Memorias de Marie Dumesnil, respuesta a las memorias de Hipólita Clairon, 1800).